# Tristachycera viridis
Tristachycera viridis là một loài bọ cánh cứng trong họ Cerambycidae.